# Моррістаун (Нью-Джерсі)
Моррістаун (англ. Morristown) — місто (англ. borough) в США, адміністративний центр округу Морріс штату Нью-Джерсі. Населення — 20 180 осіб (2020).

## Історія

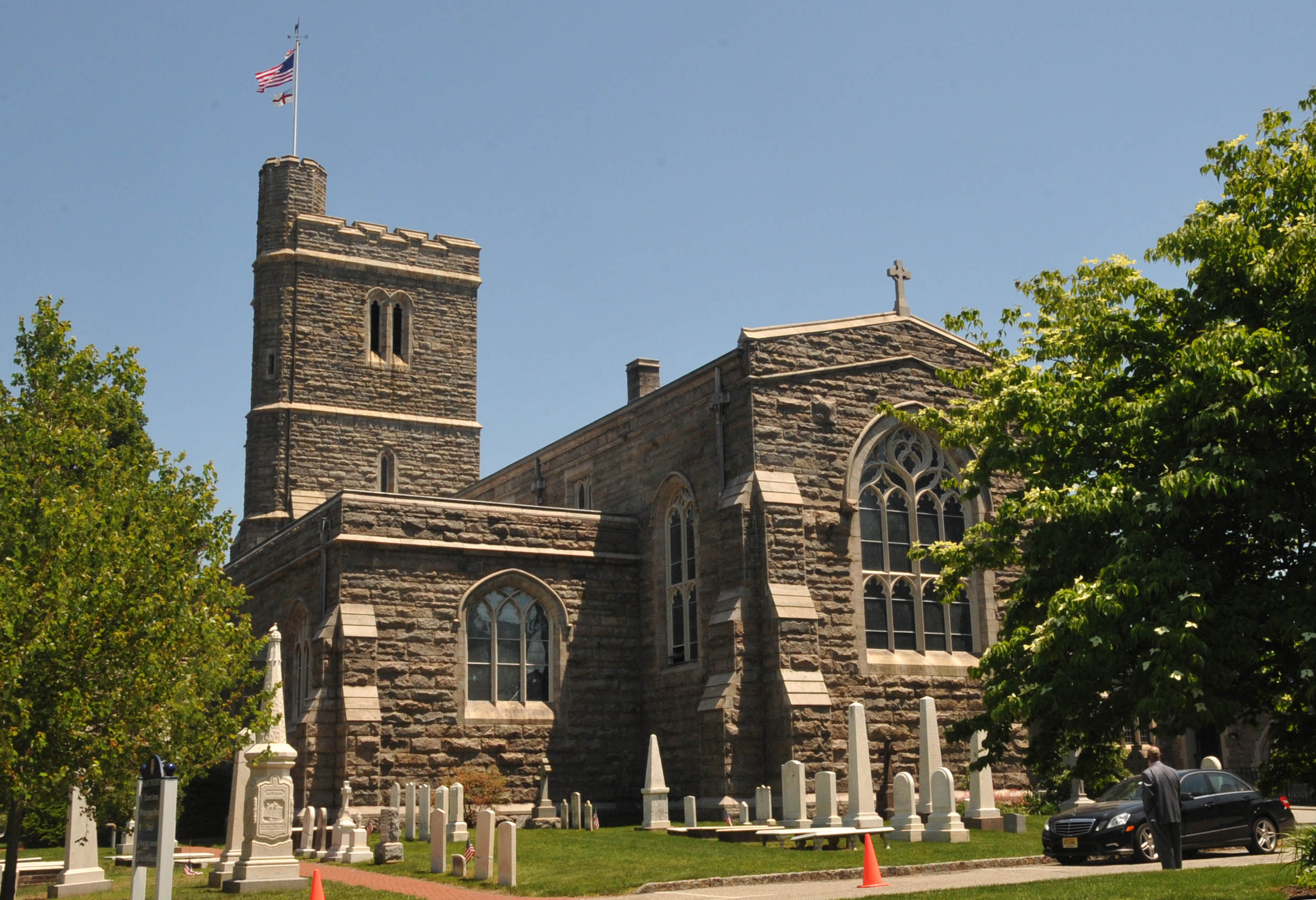
Єпископальна церква св. Петра у Моррістауні

Територія теперішнього міста була заселена індіанським народом ленні-ленапе. Перші європейські тимчасові торгівельні поселення були засновані шведами та нідерландцями на початку XVII-го століття. Вони входили до складу нідерландської колонії Нові Нідерланди. У 1664 році ці землі були захолені англійцями, та увійшли до британської колонії Провінція Нью-Джерсі.
Перше постійне європейське поселення на місці нинішнього Моррістауна було засноване англійськими пресвітеріанами у 1715 році, під назвою Нью-Ганновер, переселенцями з міст Саутголд штат Нью-Йорка та Нью-Гейвен Коннектикуту.
Місто було названо на честь Льюїса Морріса, 8-го колоніального губернатора Нью-Джерсі у 1738–1746 роках.
6 квітня 1865 року Моррістаун отримав статус містечка, а у 1895 році — статус міста.

## Географія
Моррістаун розташований за координатами 40°47′48″ пн. ш. 74°28′38″ зх. д. / 40.79667° пн. ш. 74.47722° зх. д. (40.796562, -74.477318).  За даними Бюро перепису населення США в 2010 році місто мало площу 7,84 км², з яких 7,59 км² — суходіл та 0,25 км² — водойми.

### Клімат
| Клімат : Моррістаун   | Клімат : Моррістаун | Клімат : Моррістаун | Клімат : Моррістаун | Клімат : Моррістаун | Клімат : Моррістаун | Клімат : Моррістаун | Клімат : Моррістаун | Клімат : Моррістаун | Клімат : Моррістаун | Клімат : Моррістаун | Клімат : Моррістаун | Клімат : Моррістаун | Клімат : Моррістаун |
| Показник              | Січ.                | Лют.                | Бер.                | Квіт.               | Трав.               | Черв.               | Лип.                | Серп.               | Вер.                | Жовт.               | Лист.               | Груд.               | Рік                 |
| Середній максимум, °C | 3,3                 | 5,0                 | 10,0                | 16,1                | 21,7                | 26,7                | 29,4                | 28,3                | 23,9                | 18,3                | 12,2                | 6,1                 | 16,8                |
| Середній мінімум, °C  | −7,8                | −7,2                | −2,8                | 2,2                 | 7,8                 | 12,2                | 15,0                | 14,4                | 10,6                | 3,9                 | 0,0                 | −5                  | 3,7                 |
| Норма опадів, мм      | 114                 | 76                  | 112                 | 118                 | 129                 | 112                 | 134                 | 111                 | 135                 | 106                 | 111                 | 104                 | 1363                |
| --------------------- | ------------------- | ------------------- | ------------------- | ------------------- | ------------------- | ------------------- | ------------------- | ------------------- | ------------------- | ------------------- | ------------------- | ------------------- | ------------------- |
| Джерело:              |                     |                     |                     |                     |                     |                     |                     |                     |                     |                     |                     |                     |                     |

## Демографія
Згідно з переписом 2010 року, у місті мешкало 18 411 особа в 7417 домогосподарствах у складі 3652 родин. Було 8172 помешкання
Расовий склад населення:
| - 62,5 % — білих - 14,0 % — чорних або афроамериканців - 4,3 % — азіатів - 0,6 % — корінних американців - 0,1 % — вихідців з тихоокеанських островів - 3,66% (673) — метиси та мулати; - 14,84% (2 732) — інші. |

До двох чи більше рас належало 3,7 %. Частка іспаномовних становила 34,1 % від усіх жителів.
За віковим діапазоном населення розподілялося таким чином: 17,6 % — особи молодші 18 років, 70,9 % — особи у віці 18—64 років, 11,5 % — особи у віці 65 років та старші. Медіана віку мешканця становила 34,8 року. На 100 осіб жіночої статі у місті припадало 104,5 чоловіків;  на 100 жінок у віці від 18 років та старших — 106,1 чоловіків також старших 18 років.
Середній дохід на одне домашнє господарство  становив 104 596 доларів США (медіана — 77 407), а середній дохід на одну сім'ю — 121 256 доларів (медіана — 88 072). Медіана доходів становила 56 524 долари для чоловіків та 46 250 доларів для жінок. За межею бідності перебувало 10,7 % осіб, у тому числі 15,9 % дітей у віці до 18 років та 11,3 % осіб у віці 65 років та старших.
Цивільне працевлаштоване населення становило 11 503 особи. Основні галузі зайнятості: освіта, охорона здоров'я та соціальна допомога — 24,1 %, науковці, спеціалісти, менеджери — 16,4 %, мистецтво, розваги та відпочинок — 13,5 %.

## Світлини

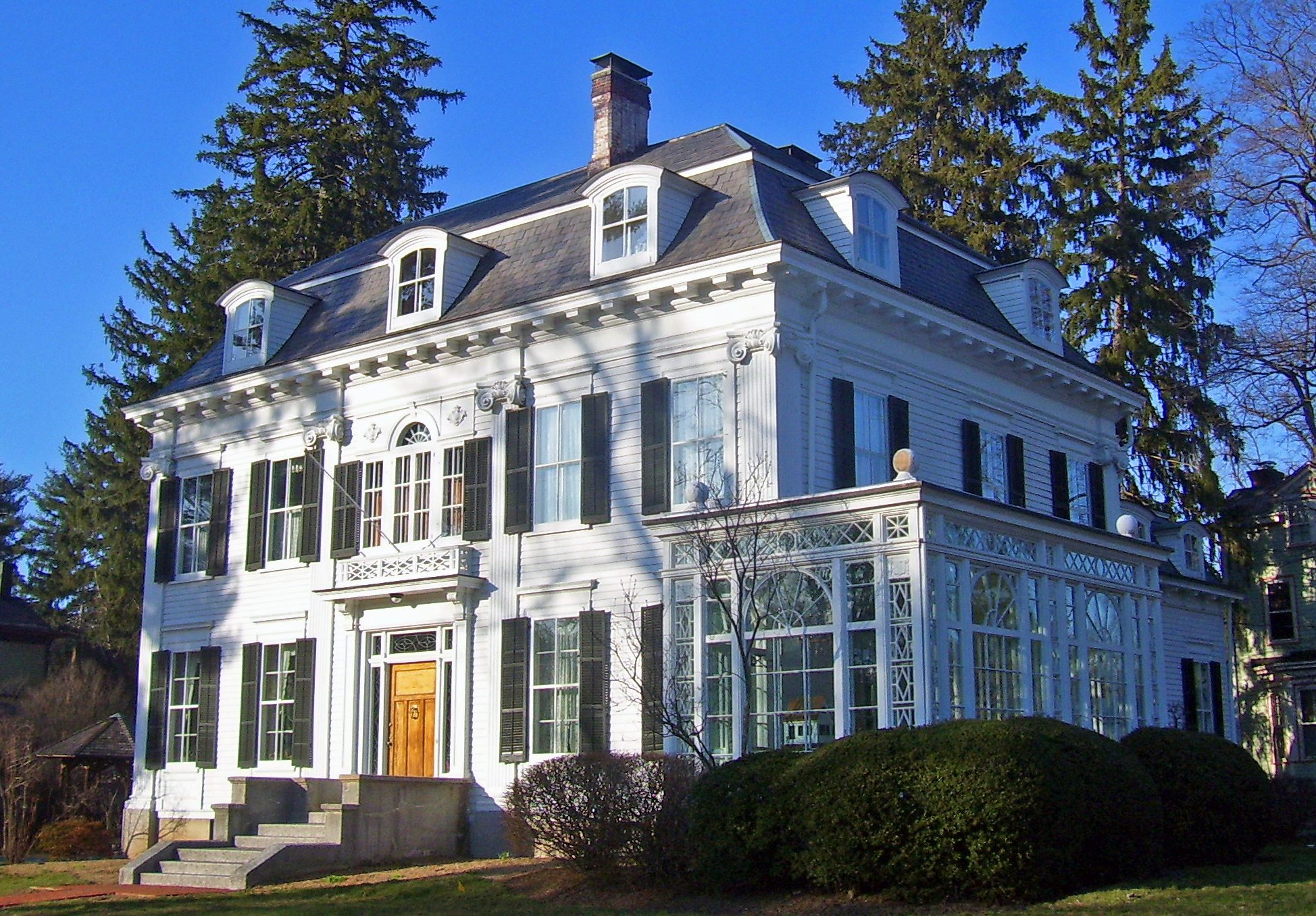
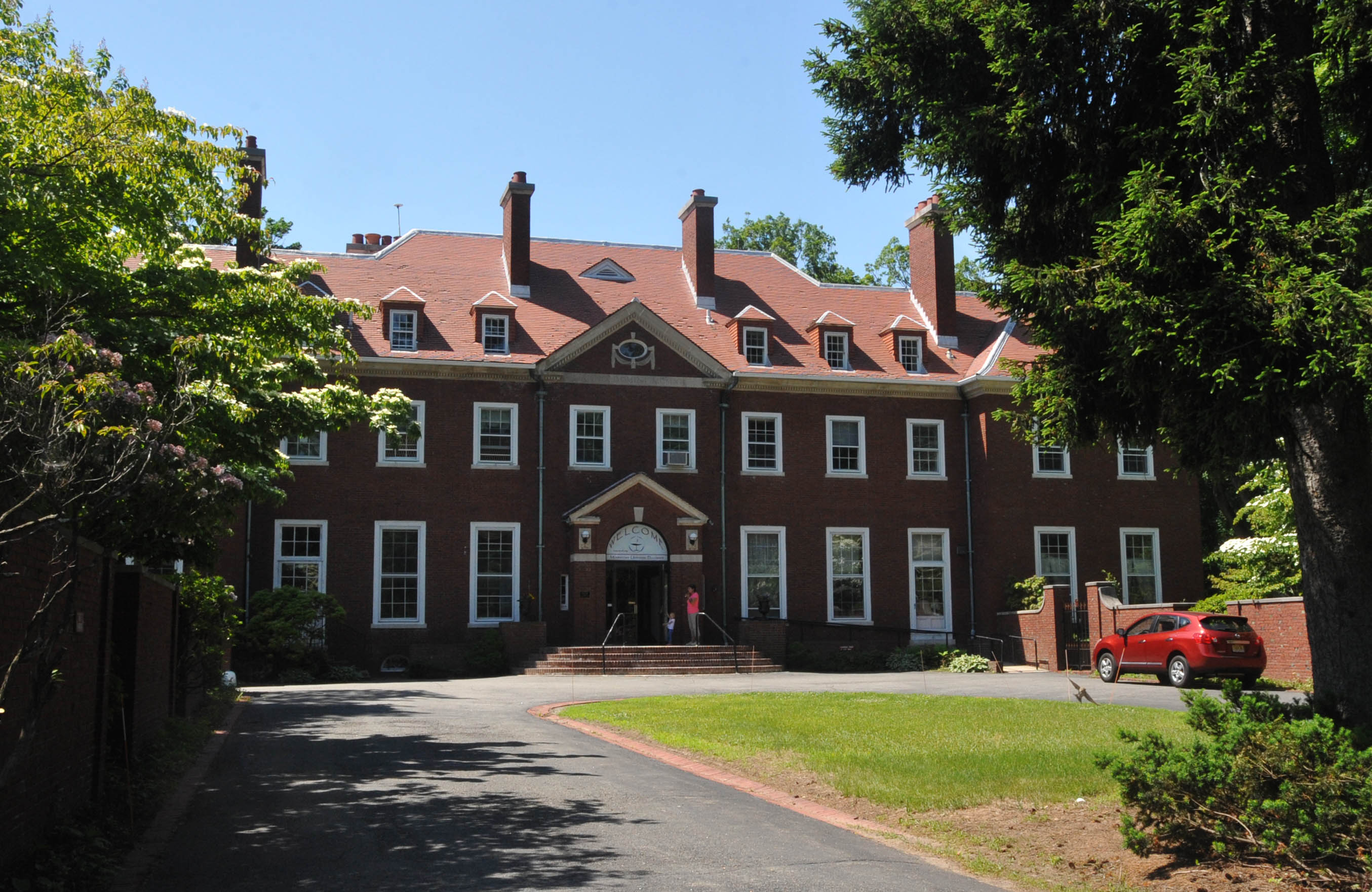
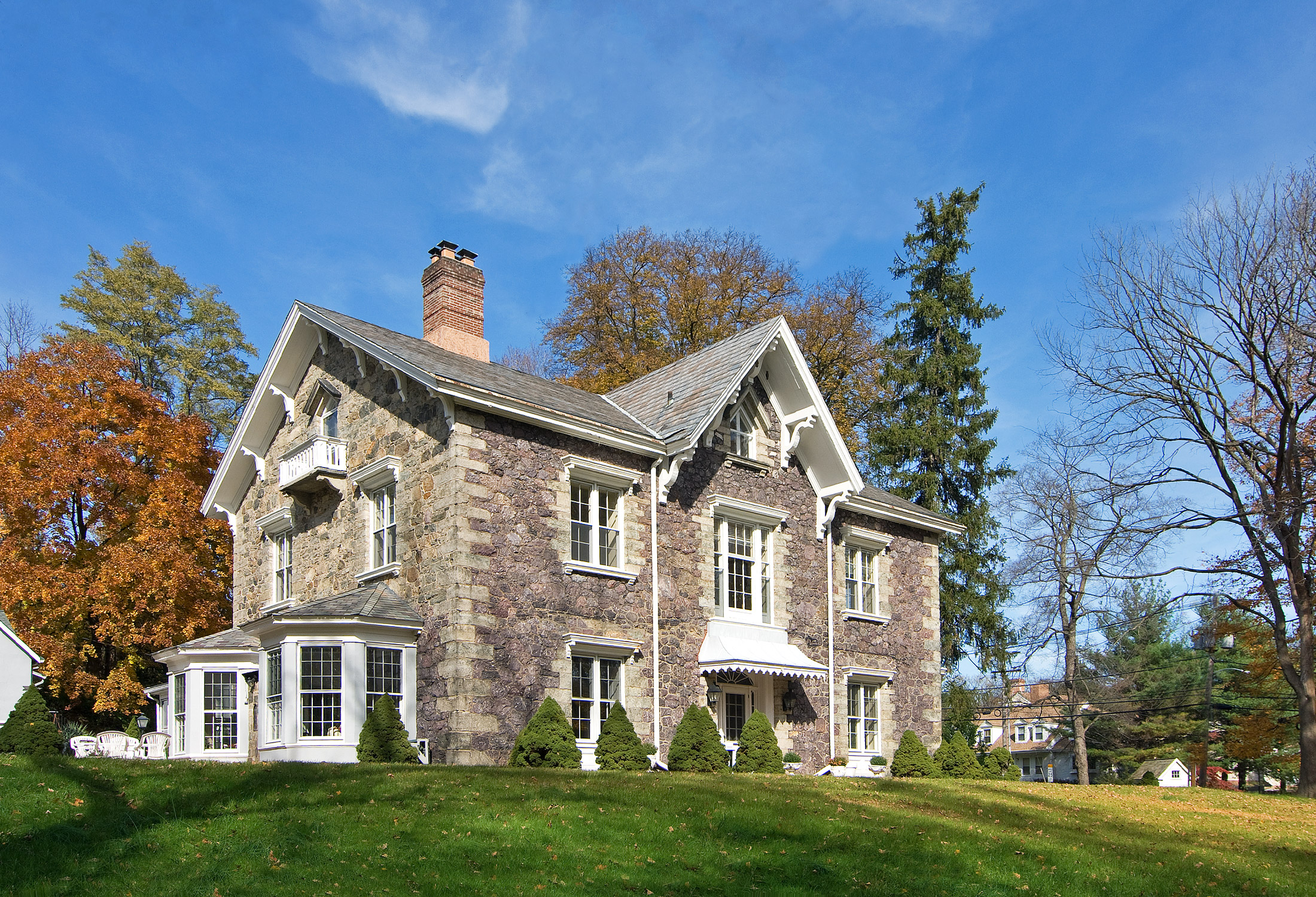
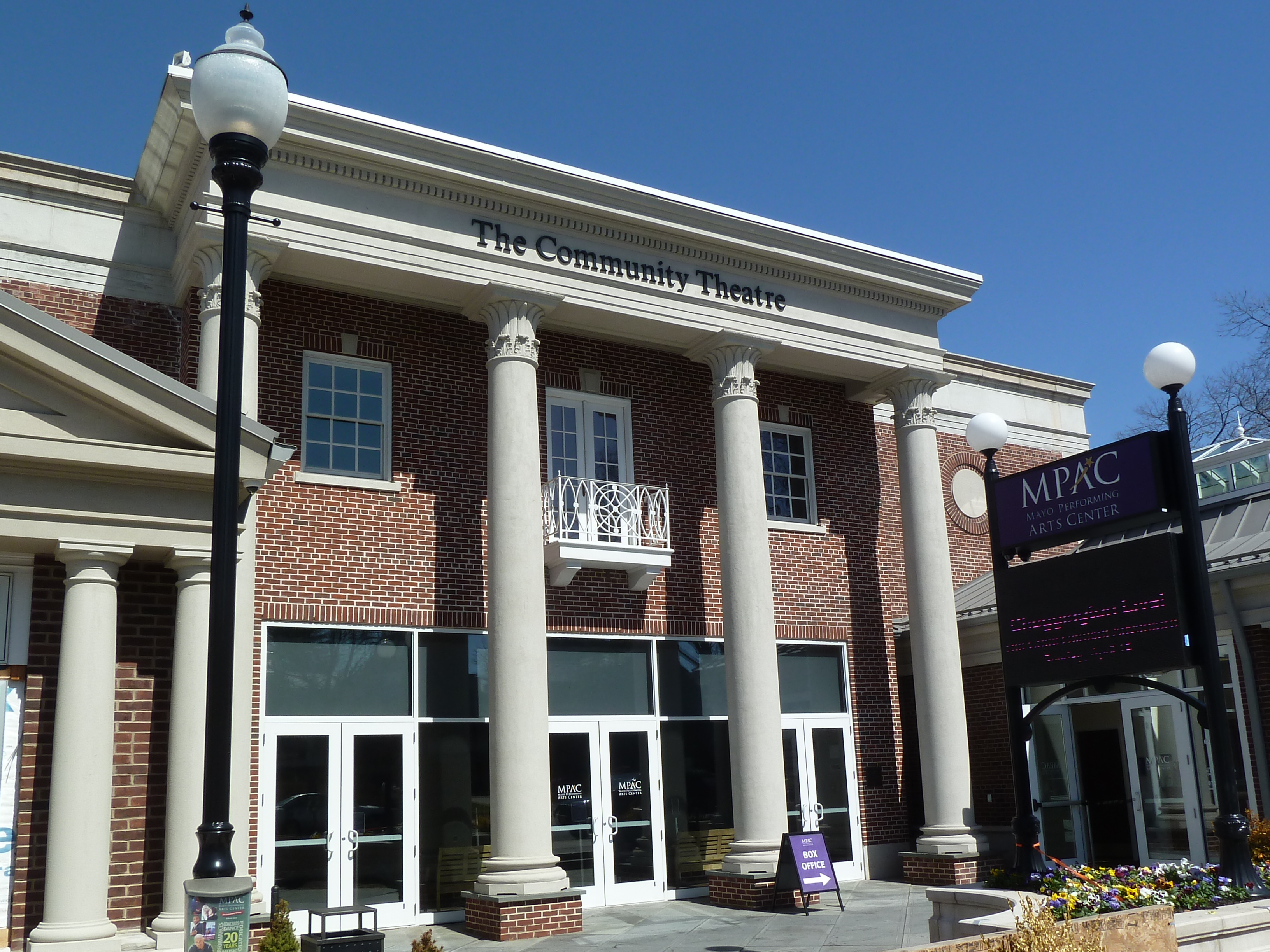

## Відомі люди

Пам'ятник Моррісу Франку

Уродженці
- Кенні Аґостіно — американський хокеїст, гравець Монреаль Канадієнс.
- Альфред Вейл — американський винахідник.
- Лінда Гант (* 1945) — американська акторка.
- Тобін Гіт — американська футболістка, олімпійська чемпіонка.
- Джастін Ґімелстоб — американський тенісист, спортивний функціонер та спортивний коментатор.
- Джо Данте — американський кінорежисер.
- Пітер Дінклейдж — американський актор театру та кіно.
- Ґарретт Ерін Райзман — американський астронавт.
- Трой Мерфі — американський баскетболіст.
- Крейґ Ньюмарк — американський підприємець та блогер.
- Томас Наст — американський художник-карикатурист.
- Стів Форбс — американський редактор, видавець і бізнесмен.
- Рік Рескорла — американський військовик.

Мешканці
- Олександр Слободяник — американський піаніст-віртуоз українського походження.